# Eduard Gerhardt Clauß
Eduard Gerhardt Clauß (* 15. Juni 1906 in Meißen; † 30. September 1966 in Dresden), auch E. G. Clauß, war ein deutscher akademischer Maler, der seine bildkünstlerischen Ideen in Bauwerken mit Porzellan beziehungsweise Keramik in Innen- und Außenräumen realisierte.

## Leben und Wirken
Clauß besuchte von 1913 bis 1923 die Grundschule und die Realschule in Meißen-Triebischtal. Von 1923 bis 1926 absolvierte er eine Ausbildung zum Porzellanmaler an der Staatlichen Porzellanmanufaktur Meißen. Anschließend wechselte er an die Staatliche Akademie für Kunstgewerbe in Dresden, wo er sich bei Karl Groß in der Graphischen Zeichenklasse und dem Zeichen- und Malsaal sowie in Wilhelm Schades Kurs „Dekorative Malerei“ weiterbildete. Noch vor seinem Abschluss 1931 war er von 1928 bis 1929 als Malergehilfe bei Zwikelmaier, Repphun und den Gebrüdern Mezger in Überlingen am Bodensee tätig.
1931 und 1932 waren Bildungs- und Wanderjahre, in denen er die Schweiz, Ägypten, Italien und Griechenland bereiste. Von 1932 bis 1939 wirkte er als freischaffender akademischer Maler im Raum Königsberg/Ostpreußen. 1934 erfolgte sein Eintritt in die Reichskulturkammer der Bildenden Künste im Fachverband „Bund deutscher Maler und Graphiker“. Während des Zweiten Weltkriegs war er als Sanitätssoldat im Krankenwagenzug 504 an der Ostfront eingesetzt. Sein Kriegseinsatz wurde durch eine Verwundung beendet.
Mit künstlerischen Außengestaltungen von Bauwerken und Innenraum-Ausschmückungen in der Region Dresden kehrte er im Juli 1946 in seinen Beruf zurück. 1949 stellte er unter anderem sechs Nischenwandbilder für den Speisesaal der Sächsischen Landesbank Dresden fertig, die Szenen aus verschiedenen Arbeitsbereichen zeigen.
Von 1951 bis zu seinem Tod im September 1966 arbeitete er regelmäßig mit der Staatlichen Porzellanmanufaktur Meißen und dem VEB Plattenwerk „Max Dietel“ in Meißen zusammen und führte vielfältige und hochwertige bildkünstlerischen Auftragswerke aus.
Clauß gestaltete politisch, kulturell, wissenschaftlich, wirtschaftlich oder auch „profan“ genutzte Bauten. Beispiele für erstere sind in Berlin das Foyer des Neubaus des Staatsrates der DDR, das mit großflächig gestalteten Porzellanverkleidungen verziert wurde, und die Stirnwand im Bärensaal des Alten Stadthauses, deren Verkleidung er mit einem stilisierten Ährenmotiv versah. Der Tierpark Berlin erhielt – neben Wandverkleidungen in Gehegen und Säulenverkleidungen in der Cafeteria – für die Fassade des „Alfred-Brehm-Hauses“ ein 2,25 Meter breites und 1,60 Meter hohes Mosaik aus roten, gelben und grauen Porzellanschnittstücken, das einen Säbelzahntiger darstellt. Im Neubau der Leipziger Oper verkleidete er Wände und Pfeiler mit Meißner Porzellanplatten. Als Motive wählte er Symbole aus der Welt des Theaters wie Lyra und Masken. Ein Porzellanwandbild konzipierte er auch für das Laborgebäude im Mineralölwerk Lützkendorf. Beispiele für profane Einrichtungen sind eine Wäscherei in Dresden (Wandbild „Die Wäsche im Wandel der Zeiten“) und das Reha-Schwimmbad Kreischa (Wandbild „Segelboote“). Hotels und Restaurants beauftragten ihn ebenfalls. Die elf 1955 geschaffenen Ansichten west- und ostdeutscher Städte für das Restaurant „Nord“ am Frankfurter Tor in Berlin setzen sich aus bis zu 24 jeweils 20 × 20 Zentimeter großen Keramikplatten zusammen, die mit kobaltblauer Unterglasur bemalt und in Überschlagtechnik hergestellt wurden.
Für das 1964 eröffnete Hauptpostamt 6 in Dresden-Neustadt projektierte Clauß eine zwölf Meter lange und nahezu vier Meter hohe, in den Farben Blau, Schwarz, Grau und Weiß der Unterglasurfarbpalette gehaltene Fassadenverkleidung, die keine figürliche, sondern eine abstrakte (Stadt-)Ansicht aufweist.
E. G. Clauß war mit der Handwebmeisterin Herta Clauß (1909–2007; geb. Schlegel) verheiratet und hatte mit ihr drei Kinder.

## Bedeutung
Clauß‘ baugebundene bildkünstlerische Werke mit Porzellan beziehungsweise Keramik erschlossen neue Wege einer materialadäquaten Verarbeitung in der Außen- und Innengestaltung. Seine Arbeiten zeichnen sich sowohl durch thematisch-stilistische Vielfalt als auch durch künstlerisches wie handwerkliches Niveau aus. Aufgrund seiner Pionierarbeit entfaltete sich in den Folgejahren dieser Zweig der Meißner Porzellanverarbeitung in der DDR.
Seine Werke umfassen über 100 baugebundene Kunstwerke in Berlin, Budapest, Leipzig, Dresden, Magdeburg, Merseburg, Halle, Eisenhüttenstadt, Unterwellenborn, Miltitz, Lützkendorf, Heidenau, Kreischa.

## Nachlass
Teilnachlässe befinden sich im Archiv der Staatlichen Porzellanmanufaktur Meißen, im Baukunstarchiv der Akademie der Künste, Berlin (hier überwiegend Entwurfszeichnungen architekturbezogener Kunst, Fotografien, ergänzend personenbezogene Dokumente und Schriftgut), beim Verband Bildender Künstler Deutschlands („Baugebundene Kunst in der DDR“) sowie im Privatarchiv der Tochter (hier grafische Blätter, Drucke, Aquarelle und Ölbilder, Fotodokumentationen baugebundener und bildnerischer Werke).

## Werke (Auswahl)
- 1949: 6 Nischenwandbilder im Speisesaal der Sächsischen Landesbank Dresden: Szenen aus dem Arbeitsleben (Schiffsbau, Holzverarbeitung, Bauwesen, Bergbau, Land- und Forstwirtschaft); Wandbild mit Naturmotiven (Pflanzen, Tiere, Landschaften)
- 1951/52: Mitarbeit am Reliefwandbild Max Lingners (Lingnerfries) auf Meißner Porzellan am „Haus der Ministerien“ in Ost-Berlin
- 1953: Fassadengestaltung an Wohngebäuden der Berliner Stalinallee mit Natursymbolik und -ornamentik
- 1954: Erker- und Balkonverkleidung für das Stalinallee-Haus Nr. 53; Säulenverkleidungen im „Haus des Kindes“ mit 20 stilisierten „Landschaften aus aller Welt“; Fahrstuhlverkleidungen zum Thema „Kinderspielzeuge aus aller Welt“ im „Haus des Kindes“; Porzellanwand mit strukturalen Motiven im Erfrischungsraum des Möbelkaufhauses (Stalinallee)
- 1955: 11 Wandbilder von deutschen Städten (u. a. Stralsund, Hamburg, Dresden, Tangermünde, München, Frankfurt a. M., Lüneburg, Merseburg) für das Restaurant „Nord“ am Frankfurter Tor in Berlin
- 1956: 2 Supraporte, ehemalige Zentralschule Miltitz bei Meißen[6]
- 1957: Wandverkleidung für ein Restaurant im Einrichtungshaus der Berliner Magistrale zum Thema „Linien und Flächen“; Wandverkleidungen/Säule im Fleischerladen „Delicata“ und Ladentheke nebst mehreren Säulen in einem Blumenladen am Altmarkt (Westseite) in Dresden
- 1958: 8 Wandzierbrunnen für die Treppenhäuser und Korridore der Kommunalen Berufsschule für Fernmeldetechnik und Postwesen im Berliner Stadtbezirk Prenzlauer Berg (Gudwanger Straße 16) u. a. Motivgruppe „Antike Welten“
- 1959: Fassadenwandbild an zwei Wohngebäuden zu den Themen „Völkerfreundschaft“ und „Familie“ in Eisenhüttenstadt; Wandbild für eine Dresdner Wäscherei: „Die Wäsche im Wandel der Zeiten“
- 1960: Pfeilerverkleidungen (Friese) im Foyer der Leipziger Oper sowie Reliefs an den Sockeln der Treppenaufgänge; Wandbild mit Motiven aus der Arbeitswelt der Stahlwerker (Stahlwerk Unterwellenborn)
- 1961: Mosaik „Säbelzahntiger“ an der Fassade des „Alfred-Brehm-Hauses“ im Tierpark Berlin-Friedrichsfelde
- 1962: Wand- und 13 Säulenverkleidungen in der Cafeteria des Tierparks; abstrakte Dekoration (möglicherweise ein Häusermeer)[2] am Eingang zum Hauptpostamt in Dresden-Neustadt; Säulenverkleidungen und ein Wandbild im Speisesaal des Instituts für Arbeitsökonomie in Dresden
- 1963: Wandgestaltung im Plenarsaal „Neues Rathaus“ (Sitz des Ministerrates der DDR); Außenfassaden eines Kinderkaufhauses und eines Postamtes in Magdeburg; Speisesaalausgestaltung im Stahlwerk Unterwellenborn; Wandbild im Laborgebäude des Mineralölwerkes in Lützkendorf
- 1964: Wandgestaltung in einem Mehrzweckgebäude am Brühl in Leipzig; Wandverkleidung und Fahrstuhlumrandung im Staatsratsgebäude in Berlin; Wandbild im Restaurant „Stadt Leipzig“ in Leipzig; Säulenverkleidungen und Landkarte der Erde im VEB „Schokopack“ Dresden
- 1965: Eingangshallen-Gestaltung im Sitz des Staatsrates Berlin; Keramiksäulen und Thekenverkleidung im Speisesaal der Zentralverwaltung der NDPD in Berlin; Wandbild „Segelboote“ im Reha-Schwimmbad Kreischa
- 1966: Landkarte/Kamingestaltung in der DDR-Botschaft in Budapest; Wandbild in den Heidenauer Gummiwerken.